# Af Nordin
af Nordin var en svensk adelsätt av vilken en gren hade friherrlig värdighet. Kommendörsätten nr. 2145 utslocknade år 1874 på svärdssidan med lektorn Carl Jakob af Nordin.

## Historik
Ättens äldste kända stamfader i rakt uppstigande led, påstås härstamma från Norrköping, varifrån en viss Nils Månsson sägs vara utflyttad till Kopparberget i Dalarna i början av 1600-talet. Denne hade en son Carl Nilsson, kallad Bröms (ca 1620–1709), som deltog bl.a. i Karl X Gustavs polska krig, utmärkte sig under tredagarsslaget vid Warszawa 1656, och slutligen fick range av löjtnant. Han slog sig ner i Ragunda socken. Nils Månsson påstås enligt sentida rön felaktigt vara gift med en dotter till kopparbergsfogden Mats Jöransson. 
Carl Nilsson Bröms hade med sin hustru Brita Östensdotter (1623–1676) sonen Måns Carlsson som tog sig namnet Nordin. Han blev sedermera länsman, sedan han fått avsked som furir vid Jämtlands regemente. Hans första hustru var Ingeborg Ebba Jönsdotter som var bördig från Hovdsjö, och ättling till den så kallade Hovdsjösläkten Blix samt även Skankeätten.. Carl Nilsson Bröms hade även dottern Brita Carlsdotter Bröms (1654-), gift med dragonen och senare skomakaren Eric Larsson Rönberg, stamfar för släkten Runeberg.
Måns Carlsson Nordin (1662–1744) fick med Ingeborg Ebba Jönsdotter (1667–1719)  bland annat sonen Carl Magnus Nordin (1712–1773) som slutligen var prost i Bygdeå socken. Carl Magnus Nordin hade Margareta Stecksenia (1720–1793) till hustru. Bland hennes förfäder finns Ægidius Otto och Bureätten. Två av deras barn var biskopen Carl Gustaf Nordin och den äldre brodern Johan Magnus Nordin.
Johan Magnus Nordin var landshövding i Kopparbergsslagen och en av Gustav III:s nära anhängare, adlades 1788 och upphöjdes i friherrligt stånd år 1800, bl.a. som tack för sina insatser under riksdagen i Norrköping 1800, då han var en av de rojalistiska ledarna och skötte röstvärvningarna i ståndet. Ätten introducerades först på adligt nummer 2145, och sedan på friherrligt nummer 319, varmed den adliga ätten hade varit utgången.
Johan Magnus af Nordins bror, biskopen av Härnösand, Carl Gustaf Nordins barn adlades emellertid 1807 och adopterades på sin farbrors adliga namn och nummer. Den adliga grenen utdog med biskopens son, lektorn i historia vid Härnösands gymnasium, Carl Jakob af Nordin och den friherrliga ättegrenen 1850, med friherre Carl Johan af Nordin, oppositionspolitiker och en av Karl XIV Johans främsta kritiker, inte minst vid riksdagen 1840, där af Nordin räknades som en av de två-tre främsta motståndarna till den förda regeringspolitiken.
En annan av Carl Gustaf Nordins söner, Gustav af Nordin, var svensk minister i S:t Petersburg och gjorde sig känd för sin diplomatiska duglighet, sin stora gästfrihet - han gav flera stora baler för den ryska och utländska societeten – och för sin kärleksaffär med furstinnan Helena Sergejneva Stjerbatova, dotter till furst Sergej Gregorovitj Stjerbatov och hans maka, furstinnan Anna Michaelovna Chilkova, vilken blev hans hustru. I äktenskapet föddes dottern Olga, senare gift med greve Carl Gustav Lewenhaupt (död 1908) på Aske i Uppland.